# Cantonul Vassy
Cantonul Vassy este un canton din arondismentul Vire, departamentul Calvados, regiunea Basse-Normandie, Franța.

## Comune
| Comune                 | Populație (1999) | Cod poștal | Cod INSEE |
| ---------------------- | ---------------- | ---------- | --------- |
| Bernières-le-Patry     | ...              | 14410      | 14065     |
| Burcy                  | ...              | 14410      | 14113     |
| Chênedollé             | ...              | 14410      | 14156     |
| Le Désert              | ...              | 14350      | 14222     |
| Estry                  | ...              | 14410      | 14253     |
| Montchamp              | ...              | 14350      | 14442     |
| Pierres                | ...              | 14410      | 14503     |
| Presles                | ...              | 14410      | 14521     |
| La Rocque              | ...              | 14410      | 14539     |
| Rully                  | ...              | 14410      | 14549     |
| Saint-Charles-de-Percy | ...              | 14350      | 14564     |
| Le Theil-Bocage        | ...              | 14410      | 14686     |
| Vassy                  | ...              | 14410      | 14726     |
| Viessoix               | ...              | 14410      | 14746     |